# Бенеке, Фридрих Эдуард
Фридрих Эдуард Бенеке (17 февраля 1798, Берлин — ок. 1 марта 1854) — немецкий философ и психолог. Опубликовал большое количество трактатов по психологии и философии. Противник Канта и Гегеля.
Учился в университетах Галле и Берлина, во время войны 1815 года служил добровольцем. Первоначально изучал теологию, но позже обратился к «чистой» философии, изучая труды английских и немецких мыслителей. Свою первую научную работу, Erkenntnisslehre, Erfahrungsseelenlehre als Grundlage alles Wissens, опубликовал в 1820 году, впоследствии стал профессором. По своим философским взглядам находился в оппозиции к Гегелю и Канту, считал, что этические принципы базируются на эмпирических чувствах: эмпирическая психология, по его мнению, была основой всей философии.
В 1822 году — не без влияния Гегеля — его лекции были запрещены в Берлине, но одновременно получил приглашение преподавать в Гёттингенском университете. Бенеке работал там десять лет и затем с разрешения прусских властей вернулся в Берлин, став в 1832 году экстраординарным профессором и занимая эту должность до конца жизни. 1 марта 1854 года он внезапно исчез, а через два года его тело было найдено в канале около Шарлоттенбурга. Есть версия, что он покончил с собой в приступе депрессии, но ни точные обстоятельства смерти, ни её дата не известны.

## Труды
- Бенеке Ф. Э. Руководство к воспитанию и учению. Архивная копия от 7 декабря 2013 на Wayback Machine / Пер. под ред. Н. Х. Весселя. — СПб.: Тип. и лит. К. Сорванова и К°, 1871-1872.